# Gilbert Dresch
Gilbert Dresch (14 september 1954) is een voormalig voetballer uit Luxemburg. Hij speelde als aanvaller.

## Clubcarrière
Dresch kwam zijn gehele carrière uit voor Avenir Beggen. Met die club won hij in de jaren tachtig drie landskampioenschappen.

## Interlandcarrière
Dresch speelde – inclusief B-interlands – in totaal 63 interlands voor Luxemburg in de periode 1976 – 1987. Hij maakte zijn debuut op 22 september 1976 in de WK-kwalificatiewedstrijd in Helsinki tegen Finland, die met 7-1 verloren ging door onder meer twee doelpunten van Esa Heiskainen. Volgens de statistieken van de Luxemburgse voetbalbond kwam hij overigens voor het eerst in actie voor de nationale ploeg op 8 april 1975 in het olympische kwalificatieduel tegen Nederland (0-1). Zijn 63ste en laatste interland volgde op 9 september 1987: de met 2-1 verloren EK-kwalificatiewedstrijd in Dublin tegen Ierland. Dresch viel in dat duel na 65 minuten in voor Théo Scholten.

## Erelijst
Avenir Beggen
- Landskampioen

1982, 1984, 1986
- Beker van Luxemburg

Winnaar: 1983, 1984, 1987
Finalist: 1988, 1989
- Monsieur Football

1982, 1983